# 波多野睦美
波多野 睦美（はたの むつみ、1964年（昭和39年）- ）は、日本のメゾソプラノ歌手。本籍は大分県。

## 略歴
父親の赴任地である宮崎県で生まれる。大分市立上野ヶ丘中学校の頃、合唱に興味を持つ。大分県立大分上野丘高等学校から合唱の傍ら宮本修に個人指導を受ける。宮崎大学教育学部卒業後、公立高等学校の教員（地方公務員）となり大分県立大分豊府高等学校に赴任。1年間音楽講師として勤務後、ロンドンのトリニティ音楽大学に留学し、声楽科専攻科修了。帰国後、大分県立芸術短期大学付属緑丘高等学校で非常勤講師の傍ら、初めてのリサイタルを行う。
宮本のほか、地村俊政、高田重孝、江口元子、エリザベス・ホウズに師事。
1990年からリュート奏者のつのだたかしとリュートソングのデュオを組んで活動している。彼のバンド、タブラトゥーラのアルバムにもたびたび参加し、CD『悲しみよとどまれ』、『サリーガーデン』を発表。
2001年にはつのだとともに「イギリスにおける日本年 JAPAN2001」に参加して、リンカーン、ケンブリッジを含む６都市の古楽フェスティヴァルで公演し、好評を博している。
同じく2001年、アメリカでの中日韓米世界平和祈念コンサートで間宮芳生の『セレナーデIII』を世界初演している（2005年に再演）。
avexから『美しい日本の歌』、『ひとときの音楽』を発表している。

## レパートリー
- 16-18世紀の歌曲、マドリガル、カンタータ、15-17世紀のイギリス（スコットランド）・スペインの歌曲・民謡を中心に、日本・フランスの近・現代歌曲をレパートリーとして、コンサートやCD録音を行っている。
- オペラでは『ディドとエネアス』（ヘンリー・パーセル）の女王ディドー、『オルフェーオ』（モンテヴェルディ）の音楽の精、『イポリートとアリシー』（ラモー）の王妃フェードル、『イドメネオ』（モーツァルト）の王子イダマンテなどをレパートリーとしている。

## テレビ出演
- Life 世界と踊る（2013年4月 - 、BS-TBS） - ナレーション